# Tyla

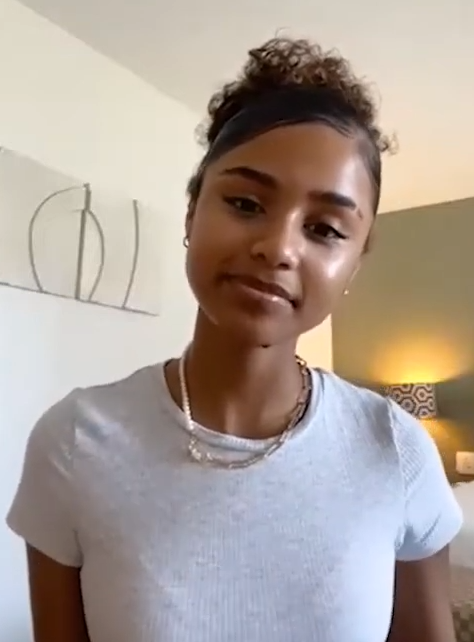
Tyla 2022

Tyla Laura Seethal (* 30. Januar 2002 in Johannesburg), bekannt unter ihrem Vornamen Tyla, ist eine südafrikanische Sängerin.

## Leben
Tylas Vorfahren gehörten den Zulu an, sie hat aber auch indische und mauritische Wurzeln. Sie matriculierte an der Edenglen High School 2019, wo sie im selben Jahr „Head of Culture“ war. Kurz darauf begann sie über Instagram eigene Songs sowie Coverversionen zu veröffentlichen. Zugleich bewarb sie sich mit diesen für einen Management- und Plattenvertrag.
2019 erschien ihre Debütsingle Getting Late featuring Kooldrink, die national sehr erfolgreich war. Das Musikvideo wurde bei den South African Music Awards 2022 als Musikvideo des Jahres nominiert. Es gelang ihr mit dem Song einen Plattenvertrag bei Epic Records zu erlangen.
2023 trat sie bei der Mailänder Modewoche auf und veröffentlichte die Single Been Thinking, mit der sie Platz 36 der Billboard Mainstream R&B/Hip-Hop Airplay-Charts erreichte. Im Anschluss trat sie im Vorprogramm von Chris Brown auf. Im Juli 2023 erschien ihre Single Water, die durch eine Dance-Challenge auf TikTok ein internationaler Hit wurde. Sie erreichte zunächst Platz 63, später auch Platz 46 der US Billboard Hot 100, womit sie zugleich die jüngste Südafrikanerin in den dortigen Charts als auch die erste südafrikanische Solokünstlerin seit 55 Jahren ist, die in die Charts kam. 1968 war Hugh Masekela mit Grazing in the Grass der letzte Südafrikaner, der solo in die Hot 100 kam.
Bei den BET Awards 2024 wurde sie als Best New Artist und als Best International Act ausgezeichnet.

## Diskografie

### Studioalben
| Jahr | Titel Musiklabel         | Höchstplatzierung, Gesamtwochen, AuszeichnungChartplatzierungen (Jahr, Titel, Musiklabel, Platzierungen, Wochen, Auszeichnungen, Anmerkungen) | Höchstplatzierung, Gesamtwochen, AuszeichnungChartplatzierungen (Jahr, Titel, Musiklabel, Platzierungen, Wochen, Auszeichnungen, Anmerkungen) | Höchstplatzierung, Gesamtwochen, AuszeichnungChartplatzierungen (Jahr, Titel, Musiklabel, Platzierungen, Wochen, Auszeichnungen, Anmerkungen) | Höchstplatzierung, Gesamtwochen, AuszeichnungChartplatzierungen (Jahr, Titel, Musiklabel, Platzierungen, Wochen, Auszeichnungen, Anmerkungen) | Höchstplatzierung, Gesamtwochen, AuszeichnungChartplatzierungen (Jahr, Titel, Musiklabel, Platzierungen, Wochen, Auszeichnungen, Anmerkungen) | Anmerkungen                         |
| Jahr | Titel Musiklabel         | DE | AT | CH | UK | US | Anmerkungen                         |
| ---- | ------------------------ | --- | --- | --- | --- | --- | ----------------------------------- |
| 2024 | Tyla Epic Records (Sony) | DE86 (1 Wo.)DE | AT48 (1 Wo.)AT | CH12 (5 Wo.)CH | UK19 Silber · (6 Wo.)UK | US24 Gold · (15 Wo.)US | Erstveröffentlichung: 22. März 2024 |

### Singles
| Jahr | Titel Album         | Höchstplatzierung, Gesamtwochen, AuszeichnungChartplatzierungen (Jahr, Titel, Album, Platzierungen, Wochen, Auszeichnungen, Anmerkungen) | Höchstplatzierung, Gesamtwochen, AuszeichnungChartplatzierungen (Jahr, Titel, Album, Platzierungen, Wochen, Auszeichnungen, Anmerkungen) | Höchstplatzierung, Gesamtwochen, AuszeichnungChartplatzierungen (Jahr, Titel, Album, Platzierungen, Wochen, Auszeichnungen, Anmerkungen) | Höchstplatzierung, Gesamtwochen, AuszeichnungChartplatzierungen (Jahr, Titel, Album, Platzierungen, Wochen, Auszeichnungen, Anmerkungen) | Höchstplatzierung, Gesamtwochen, AuszeichnungChartplatzierungen (Jahr, Titel, Album, Platzierungen, Wochen, Auszeichnungen, Anmerkungen) | Höchstplatzierung, Gesamtwochen, AuszeichnungChartplatzierungen (Jahr, Titel, Album, Platzierungen, Wochen, Auszeichnungen, Anmerkungen) | Anmerkungen                                                                              |
| Jahr | Titel Album         | DE | AT | CH | UK | US | ZA | Anmerkungen                                                                              |
| --- | ------------------- | --- | --- | --- | --- | --- | --- | ---------------------------------------------------------------------------------------- |
| 2023 | Water Tyla          | DE25 Gold · (26 Wo.)DE | AT46 Gold · (9 Wo.)AT | CH11 ×2Doppelplatin · (49 Wo.)CH | UK4 Platin · (39 Wo.)UK | US7 ×3Dreifachplatin · (29 Wo.)US | ZA3 (12 Wo.)ZA | Erstveröffentlichung: 28. Juli 2023 in Südafrika 23 Wochen auf Platz 1 der Airplaycharts |
| 2024 | Art Tyla            | — | — | — | UK85 (1 Wo.)UK | — | — | Erstveröffentlichung: 22. März 2024                                                      |
| 2024 | Push 2 Start Tyla + | — | — | CH55 (6 Wo.)CH | UK23 Silber · (10 Wo.)UK | US88 Gold · (7 Wo.)US | — | Erstveröffentlichung: 11. Oktober 2024                                                   |
| 2025 | Is It –             | — | — | — | UK99 (1 Wo.)UK | — | — | Erstveröffentlichung: 11. Juli 2025                                                      |
| Folgende Lieder erschienen nicht als Single, wurden aber durch das Album zum Download und Streaming bereitgestellt und konnten somit eine Platzierung erlangen: |                     | | | | | | |                                                                                          |
| |                     | | | | | | |                                                                                          |
| 2024 | Jump Tyla           | DE— aDE | — | CH49 (4 Wo.)CH | UK38 Silber · (9 Wo.)UK | US— GoldUS | — | Charteinstieg: 4. April 2024 feat. Gunna & Skillibeng                                    |

Weitere Singles
- 2021: Getting Late (feat. Kooldrink)
- 2021: Overdue (feat. DJ Lag & Kooldrink)
- 2022: To Last
- 2023: Been Thinking
- 2023: Girl Next Door (mit Ayra Starr)
- 2024: Truth or Dare (Platz 1 der Airplaycharts von Südafrika, UK: Silber, US: Gold)

## Auszeichnungen für Musikverkäufe
| Goldene Schallplatte - Brasilien - 2024: für die Single Truth or Dare - 2024: für das Lied Jump - Griechenland - 2025: für die Single Push 2 Start - Italien - 2024: für die Single Water - Kanada - 2024: für das Lied Jump - 2024: für das Album Tyla - 2024: für die Single Truth or Dare - 2025: für die Single Push 2 Start - Mexiko - 2024: für die Single Water - Neuseeland - 2025: für die Single Push 2 Start - Norwegen - 2025: für das Album Tyla - Schweden - 2023: für die Single Water | Platin-Schallplatte - Belgien - 2024: für die Single Water - Brasilien - 2025: für das Album Tyla - 2025: für die Single Push 2 Start - Dänemark - 2024: für die Single Water - Neuseeland - 2025: für das Album Tyla - Norwegen - 2025: für die Single Water - Polen - 2024: für die Single Water - Spanien - 2025: für die Single Water - Ungarn - 2024: für die Single Water | 2× Platin-Schallplatte - Griechenland - 2024: für die Single Water - Neuseeland - 2024: für die Single Water 3× Platin-Schallplatte - Kanada - 2024: für die Single Water 4× Platin-Schallplatte - Australien - 2024: für die Single Water - Portugal - 2025: für die Single Water Diamantene Schallplatte - Frankreich - 2025: für die Single Water 2× Diamantene Schallplatte - Brasilien - 2025: für die Single Water |

Anmerkung: Auszeichnungen in Ländern aus den Charttabellen bzw. Chartboxen sind in ebendiesen zu finden.
| Land/RegionAuszeichnungen für Musikverkäufe (Land/Region, Auszeichnungen, Verkäufe, Quellen) | Silber     | Gold       | Platin       | Diamant     | Verkäufe  | Quellen              |
| -------------------------------------------------------------------------------------------- | ---------- | ---------- | ------------ | ----------- | --------- | -------------------- |
| Australien (ARIA)                                                                            | —          | —          | 4× Platin4   | —           | 280.000   | aria.com.au          |
| Belgien (BRMA)                                                                               | —          | —          | Platin1      | —           | 40.000    | ultratop.be          |
| Brasilien (PMB)                                                                              | —          | 2× Gold2   | 2× Platin2   | 2× Diamant2 | 440.000   | pro-musicabr.org.br  |
| Dänemark (IFPI)                                                                              | —          | —          | Platin1      | —           | 90.000    | ifpi.dk              |
| Deutschland (BVMI)                                                                           | —          | Gold1      | —            | —           | 300.000   | musikindustrie.de    |
| Frankreich (SNEP)                                                                            | —          | —          | —            | Diamant1    | 333.333   | snepmusique.com      |
| Griechenland (IFPI)                                                                          | —          | Gold1      | 2× Platin2   | —           | 50.000    | Einzelnachweise      |
| Italien (FIMI)                                                                               | —          | Gold1      | —            | —           | 50.000    | fimi.it              |
| Kanada (MC)                                                                                  | —          | 4× Gold4   | 3× Platin3   | —           | 400.000   | musiccanada.com      |
| Mexiko (AMPROFON)                                                                            | —          | Gold1      | —            | —           | 70.000    | amprofon.com.mx      |
| Neuseeland (RMNZ)                                                                            | —          | Gold1      | 3× Platin3   | —           | 90.000    | radioscope.co.nz NZ2 |
| Norwegen (IFPI)                                                                              | —          | Gold1      | Platin1      | —           | 70.000    | ifpi.no              |
| Österreich (IFPI)                                                                            | —          | Gold1      | —            | —           | 15.000    | ifpi.at              |
| Polen (ZPAV)                                                                                 | —          | —          | Platin1      | —           | 50.000    | olis.pl              |
| Portugal (AFP)                                                                               | —          | —          | 4× Platin4   | —           | 40.000    | Einzelnachweise      |
| Schweden (IFPI)                                                                              | —          | Gold1      | —            | —           | 40.000    | sverigetopplistan.se |
| Schweiz (IFPI)                                                                               | —          | —          | 2× Platin2   | —           | 60.000    | hitparade.ch         |
| Spanien (Promusicae)                                                                         | —          | —          | Platin1      | —           | 60.000    | elportaldemusica.es  |
| Ungarn (MAHASZ)                                                                              | —          | —          | Platin1      | —           | 4.000     | slagerlistak.hu      |
| Vereinigte Staaten (RIAA)                                                                    | —          | 4× Gold4   | 3× Platin3   | —           | 5.000.000 | riaa.com             |
| Vereinigtes Königreich (BPI)                                                                 | 4× Silber4 | —          | Platin1      | —           | 1.260.000 | bpi.co.uk            |
| Insgesamt                                                                                    | 4× Silber4 | 18× Gold18 | 30× Platin30 | 3× Diamant3 |           |                      |